# Cent nou
El nombre 109 (CIX) és el nombre natural que segueix el nombre 108 i precedeix el nombre 110. La seva representació binària és 1101101, la representació octal 155 i l'hexadecimal 6D. És un nombre primer; altres factoritzacions són 1×109.
Es pot representar com a la suma de tres nombres primers consecutius: 31 + 37 + 41 = 109.

## En altres dominis
- És el nombre atòmic del meitneri.[2]